# Sebastira
Sebastira är ett släkte av spindlar. Sebastira ingår i familjen hoppspindlar.
Kladogram enligt Catalogue of Life:
| Sebastira | \| \| Sebastira instrata \| \| \| \| \| \| Sebastira plana \| \| \| \| |
|           | \| \| Sebastira instrata \| \| \| \| \| \| Sebastira plana \| \| \| \| |
|           | Sebastira instrata                                                     |
|           |                                                                        |
|           | Sebastira plana                                                        |
|           |                                                                        |